# Steven Ogg
Steven Ogg (Edmonton, 4 de novembro de 1973) é um ator canadense, mais conhecido por seus papéis como Trevor Philips no jogo Grand Theft Auto V e Simon em The Walking Dead. Ele também apareceu em séries de televisão, como Better Call Saul, Law & Order, Person of Interest, Broad City e Westworld.

## Início da vida e carreira
Steven Ogg nasceu em Edmonton, Alberta,  cresceu em Calgary, e começou sua carreira atuando em um filme para o National Film Board do Canadá, antes de trabalhar em várias produções de teatro. Ele estava focado em seguir carreira no esporte, mas uma lesão o impediu de fazer isso. Depois de se mudar para Nova York, começou a atuar em programas de televisão como Law & Order e Parceiros da Vida, além de alguns teatros e interpretação de voz. Após uma pausa da atuação para construir uma casa em Connecticut, ele foi contratado pela Rockstar Games, como voz e artista de captura de movimento para Trevor Philips em Grand Theft Auto V. Seu personagem foi aclamado pela crítica e recebeu várias indicações ao prêmio como um resultado. Em fevereiro de 2014, ele recebeu um prêmio no 3º encontro do Videogame de Nova York Critics Circle Awards por Melhor Atuação em um Jogo. Ogg, posteriormente, reprisou seu papel no curta-metragem do YouTube, GTA VR, em 2016. No último episódio da sexta temporada de The Walking Dead, ele estreou como Simon, que é membro dos Salvadores, os antagonistas principais da sétima temporada, tornando-se um personagem recorrente mais tarde. Ogg também teve um papel na série Westworld, da HBO, como Rebus.

## Filmografia

### Filmes
| Ano  | Título                    | Papel                                     | Notas          |
| ---- | ------------------------- | ----------------------------------------- | -------------- |
| 1999 | Giving it Up              | André, o Fotógrafo de Moda                |                |
| 2002 | Thousand Dollar Shoes     | Michel Gilligan                           | Curta-metragem |
| 2002 | Omakase                   | Straham (voz)                             |                |
| 2003 | Ordem De Correio Noiva    | Pavel                                     |                |
| 2013 | Vergonha                  | O Pai / Jack                              | Curta-metragem |
| 2014 | Reino Vem                 | James                                     |                |
| 2014 | Capítulo 7                | Pai                                       | Curta-metragem |
| 2014 | O Sandman                 | Biff                                      | Curta-metragem |
| 2015 | Moondog Ondas             | Jack                                      | Curta-metragem |
| 2015 | Blackwell                 | Walton Briggs                             | Curta-metragem |
| 2015 | Ele Nunca Morreu          | Alex                                      |                |
| 2015 | The Escort                | Warren                                    |                |
| 2015 | O Livro de Ned            | Kenny                                     | Curta-metragem |
| 2016 | GTA VR                    | Trevor Philips (creditado como Treinador) |                |
| 2016 | Rematar                   | Uley                                      | Curta-metragem |
| 2017 | Black Dog, O Cão Vermelho | Joe, Sr.                                  |                |
| 2017 | Orgami                    | Estranho                                  |                |
| 2017 | Na Corrida                | Gwin                                      | Curta-metragem |
| 2017 | Solis                     | Troy Holloway                             | Pós-produção   |

### Televisão
| Ano         | Título                                | Papel                                                         | Notas                                                                                         |
| ----------- | ------------------------------------- | ------------------------------------------------------------- | --------------------------------------------------------------------------------------------- |
| 2000        | Law & Order                           | Marca Vee                                                     | Temporada 10, Episódio 20: "Sem Título"                                                       |
| 2001        | Parceiros da Vida                     | Atirador                                                      | Temporada 2, Episódio 11: "Um Herói do Resto"                                                 |
| 2013        | Unforgettable                         | Larry Yablonski                                               | Temporada 2, Episódio 3: "os Dias de Jackie"                                                  |
| 2013        | Pessoa de Interesse                   | Chuck                                                         | Temporada 3, Episódio 1: "A Liberdade"                                                        |
| 2014        | Broad City: A Cidade das Minas        | Assustador Serralheiro                                        | Temporada 1, Episódio 4: "O Bloqueio"                                                         |
| 2014        | Murdoch Mysteries                     | Bat Masterson                                                 | Temporada 8, Episódio 3: "Dias De Glória"                                                     |
| 2015 - 2020 | Better Call Saul                      | Sobchak (Mr. X)                                               | Temporada 1, Episódio 9: "Pimenta" Temporada 5, Episódio 5: "Dedicado ao Max"                 |
| 2016–2018   | The Walking Dead                      | Simon                                                         | Elenco recorrente; (Temporadas 6 e 7: 6 episódios) Elenco principal (8ª Temporada-Episódio 15 |
| 2016        | Westworld                             | Rebus                                                         | Convidado; 4 episódios (Temporada 1)                                                          |
| 2016        | Rush: Inspirado pelo campo de Batalha | James Broddock                                                | O Elenco de apoio; 10 episódios                                                               |
| 2017–2019   | OK K.O.! Let's Be Heroes              | Professor/Lord Venomous, Shadowy Figure, TV, Laserblast (voz) | 9 episódios                                                                                   |
| 2017        | Stan Against Evil                     | Werepony                                                      | Episódio: "Curse of the Werepony"                                                             |
| 2020-2022   | Snowpiercer (série de televisão)      | Pike                                                          | personagem recorrente                                                                         |

### Vídeo games
| Ano  | Título                    | Papel de voz            | Notas                      |
| ---- | ------------------------- | ----------------------- | -------------------------- |
| 2008 | Alone in the Dark         | Vinnie                  | Apenas voz                 |
| 2009 | Cursed Mountain           | Alex                    | Apenas voz                 |
| 2013 | Ride to Hell: Retribution | Vários                  | Captura de movimento       |
| 2013 | Grand Theft Auto V        | Trevor Philips          | Voz e captura de movimento |
| 2018 | Red Dead Redemption 2     | Vozes adicionais apenas |                            |

## Prêmios e indicações
| Ano  | Indicação/obra     | Prêmio                                                                                    | Resultado |
| ---- | ------------------ | ----------------------------------------------------------------------------------------- | --------- |
| 2013 | Grand Theft Auto V | Spike Video Game Award para Melhor Ator de Voz                                            | Indicado  |
| 2013 | Grand Theft Auto V | Código Central Prêmio de Melhor Personagem Masculino                                      | Indicado  |
| 2014 | Grand Theft Auto V | Nova York Videogame Critics Circle Award por Melhor Atuação em um Jogo                    | Venceu    |
| 2014 | Grand Theft Auto V | Academia britânica Jogos de Prêmio para o Artista                                         | Indicado  |
| 2014 | Grand Theft Auto V | Por trás da Voz de Atores Prêmio de Melhor Macho Vocais de Desempenho em um Jogo de Vídeo | Indicado  |
| 2014 | Grand Theft Auto V | Por trás da Voz de Atores Prêmio de Melhor Conjunto Vocal em um Jogo de Vídeo             | Indicado  |